# Miguel Maria de Serpa Lopes
Miguel Maria de Serpa Lopes (Maceió, 03 de agosto de 1898 — Rio de Janeiro, 11 de maio de 1961) foi um  jurista, professor universitário, juiz e desembargador brasileiro. Foi presidente do Tribunal Regional Eleitoral do Distrito Federal e do Tribunal de Justiça do Distrito Federal, ambos na época no Estado do Rio de Janeiro.

## Biografia

### Vida Pessoal
Miguel Maria de Serpa Lopes nasceu em Maceió (AL), em 03 de agosto de 1898. Filho do Comendador Firmo de Serpa Lopes e de Júlia de Serpa Lopes.
Foi casado com Hilda Duarte de Serpa Lopes, com quem teve os filhos Miguel, Luiz de Serpa Lopes e Firmo de Serpa Lopes. Era católico e conhecedor de Direito Canônico e de assuntos eclesiásticos.
Manteve amizade com Belisário Fernandes da Silva Távora, multifacetada figura pública nordestina, a quem dedicou as edições de sua principal obra, o Tratado dos Registros Públicos..
Faleceu no Rio de Janeiro, em 11 de maio de 1961, deixando esposa e filhos.

### Carreira Acadêmica
Cursou Direito na tradicional Faculdade de Direito do Recife da Universidade Federal de Pernambuco (FDR-UFPE), tendo obtido em 1920 o bacharelado, com distinção em todas as matérias.
Obteve seu doutorado em Direito (1932-1937) pela Faculdade Nacional de Direito (FND) da Universidade do Brasil (Rio de Janeiro - RJ), atual Universidade Federal do Rio de Janeiro (UFRJ), com a tese O Silêncio Como Manifestação de Vontade, previamente publicada em 1935.
Teve a Livre-Docência em Direito Civil (1956) pela Faculdade de Direito de Niterói, então sob o controle do Governo Federal, atual Universidade Federal Fluminense (UFF), com a tese A Enfiteuse: Sua Natureza Jurídica e Seu Futuro.
Foi também professor de Direito Civil na PUC-Rio, UFRJ, UGF e UCAM. Durante suas atividades como professor, recebeu diversas homenagens e reconhecimentos de seus alunos e mesmo diante da fragilidade de sua saúde em seus últimos anos, permaneceu ministrando aulas em Niterói.

### Magistratura

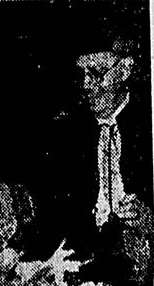
Desembargador Miguel Maria de Serpa Lopes sendo empossado no cargo de Presidente do Tribunal de Justiça do Distrito Federal (Rio de Janeiro) em 04/01/1955.

Em 1921, foi nomeado segundo suplente do substituto do juiz federal instalado em Maceió. Posteriormente, em 1923, foi nomeado adjunto da 1ª Promotoria de Justiça de Alagoas.
Entre 1926 e 1927, encontrava-se no Distrito Federal (Rio de Janeiro), atuando como advogado. Em 1929, concorreu à cadeira de Noções de Direito Público e Privado da Escola Normal do Distrito Federal, tendo sido um dos três finalistas.
Ingressou em 1930 na magistratura do Distrito Federal, então instalado no Rio de Janeiro. Ocupou a 4ª e 1ª Pretória Criminal (1931) e a 3ª Pretória Cível (1936). Foi juiz da 8ª Vara Criminal (1938). Em 1939, passa à titularidade da Vara de Registros Públicos do Distrito Federal, a qual já havia ocupado interinamente, e onde teve atuação destacada resultando na edição de sua clássica obra Tratado dos Registros Públicos (1938). Foi imortalizado com a manutenção de seu retrato nas dependências da Vara de Registros Públicos do Rio de Janeiro.
Tomou posse como Desembargador do Tribunal de Justiça do Distrito Federal (Rio de Janeiro) em 1946. Em 1954, encabeçou a chapa oposicionista à reeleição, tendo sido eleito Presidente do Tribunal, cargo que ocupo entre os anos de 1955-1956.
Em 1954, exerceu a presidência do Tribunal Regional Eleitoral do Distrito Federal.
Em 1960, com a extinção e mudança do Distrito Federal (1891-1960) para Brasília, foi incorporado como Desembargador do Tribunal de Justiça do Estado da Guanabara, onde permaneceu até sua morte, em 11/05/11961. Sua vaga no Tribunal foi preenchida pela promoção do magistrado Rizzio Afonso Peixoto Barandier.
É uma das maiores autoridades brasileiras em direito registral e civil. Sua pioneira obra Tratado dos Registros Públicos faz parte do cânone literário na área de registros públicos brasileiro, sendo reconhecida como doutrina de referência, desde 1948, pelo Supremo Tribunal Federal.

## Outras Atividades
- Compôs a Comissão Mista de advogados, magistrados e membros do Ministério Público que apresentou um anteprojeto de revisão do Código de Processo Civil, em 18 de abril de 1950. A comissão era também formada pelos professores Odilon de Andrade, Homero Pinho, Hugo Auler, João da Silveira Serpa, Eliézer Rosa e Oswaldo Magon.[37]

- Foi membro efetivo e fundador do Instituto Grotius de Estudos Jurídicos da UFRJ[38] (1945).

- Participou e apoiou os acadêmicos do Centro Acadêmico Eduardo Lustosa (CAEL-Jur), da Faculdade de Direito da PUC-Rio, na famosa campanha Pró-Registro Civil[39] (1958) promovida em favor da população vulnerável.[40]

## Prêmios e Homenagens
- Em 19/09/1951, o Tribunal de Justiça do Distrito Federal (Rio de Janeiro) inaugurou, em sessão solene, a instalação de seu retrato na Sala de Audiências da Vara dos Registros Públicos.[41]

- Em 18/07/1958, foi designada cerimônia para inclusão do retrato de Miguel Maria de Serpa Lopes na galeria de ex-Presidentes do Tribunal de Justiça do Distrito Federal (Rio de Janeiro).[42]

- É Patrono da Cadeira nº 18 da Academia Paranaense de Direito Notarial e Registral.[43]

## Controvérsias
- Em 12/04/1946, enquanto juiz da Vara de Registros Públicos do Distrito Federal (Rio de Janeiro), decidiu pela impossibilidade do registro da associação intersindical comunista Movimento Unificador dos Trabalhadores ("M.U.T"),[44] a pedido do Chefe de Polícia e do Departamento de Segurança Nacional. Alegando que os objetivos sociais, marxistas e revolucionários (subversão da ordem), contrariariam a ordem pública e, portanto, a proibição jurídica de registro.[45]

- Em 1956, na Presidência do Tribunal de Justiça do Distrito Federal, protestou publicamente, em nome do Tribunal, por ter sido deliberadamente excluído da cerimônia (banquete) de posse do Presidente Juscelino Kubitschek.[46]

## Posição Política, Filosófica, Religiosa e Jurídica
Nas suas obras e manifestações, Miguel Maria de Serpa Lopes faz questão de destacar seu alinhamento com a doutrina religiosa católica, temperado pela prática da equidade. Era publicamente crítico do ateísmo comunista e de sua filosorfa materialista, mas também denunciava a "usura imoderada e desumana" do capitalismo. Após o fim da II Guerra, manifestou-se publicamente contrário à guerra.[carece de fontes?]
Sua posição jurídica também era considerada eclética, prezando pelo temperamento da aplicação das normas estatais por um exercício (moderado) de equidade. Via o Direito como manifestação do justo e, segundo sua crença religiosa, de Deus.
Manifestou-se acerca de seus preceitos filosóficos em seu discursos, em especial: (1) no discurso de Paraninfo, proferido por ocasião da formatura dos  bacharéis em Direito da turma de 1950 da PUC-Rio, posteriormente publicado sob o título O Jurista Católico em Face da Crise do Direito, e; (2) na palestra A Equidade e a Função do Intérprete, proferida em conferência na Ordem dos Advogados em 31/03/1943, também posteriormente publicada.[carece de fontes?]
Em seus textos e decisões, são frequentes as referências às incíclicas e discursos papais, às normas da igreja, aos sermões de Antônio Vieira, à obra de Jacques Maritain, Henri de Plage, Vitor Hugo, bem como a Platão, Aristóteles e Cícero.[carece de fontes?]

## Obras Publicadas
Publicou suas obras pela livraria e editora Freitas Bastos, no Rio de Janeiro, com a qual manteve uma relação fiel até o fim de sua vida. Após seu falecimento, algumas de suas obras foram atualizadas ou completadas por seu sobrinho, José Serpa de Santa Maria. Somente as edições não atualizadas são fiéis à redação dada pelo autor em vida.

#### 1) Livros
- 1.1) O Silêncio como Manifestação de Vontade nas Obrigações, 1ª ed., Rio de Janeiro: A. Coelho Branco, 1935.

- 1.2) Comentário Teórico e Prático da Lei de Introdução ao Código Civil, Rio de Janeiro: Jacintho Editora, 1943-1946 (3 volumes).

- 1.3) Tratado dos Registros Públicos, 1ª ed., Rio de Janeiro, Jacintho Editora, 1938 (4. vol)

- 1.4) Curso de Direito Civil, Rio de Janeiro: Freitas Bastos, 1955-ss.

- 1.5) Contrato de Locação de Coisas, Rio de Janeiro: Freitas Bastos, 1956.

- 1.6) A Enfiteuse: Sua Natureza Jurídica e Seu Futuro, Rio de Janeiro: Freitas Bastos, 1957.

- 1.7) Exceções Substanciais: Exceção de Contrato Não Cumprido, Rio de Janeiro: Freitas Bastos, 1959.

#### 2) Teses
- 2.1) Soberania, Tese para catedrático da cadeira de Noções de Direito Público e Privado da Escola Normal do  Distrito Federal, Rio de  Janeiro, 1929.
- 2.2) O Silêncio como Manifestação de Vontade nas Obrigações, tese de doutoramento perante a Faculdade Nacional de Direito do Rio de Janeiro, 1937.
- 2.3) A Enfiteuse: Sua Natureza Jurídica e Seu Futuro, tese de livre-docência perante a Faculdade de Direito de Niterói (UFF), 1956.

#### 3) Artigos em Periódicos
3.1) Archivo Judiciário (Jornal do Commércio)
- 3.1.1) Casamento religioso com effeitos civis, Archivo Judiciário (Jornal do Commercio), vol. 43, p. 03-09 (jul/set, 1937), Rio de Janeiro
- 3.1.2) O art. 1.133, n. 11 do Codigo civil e o mandatario judicial, Archivo Judiciário (Jornal do Commercio), vol. 44, p. 13-15 (out/dez, 1937), Rio de Janeiro.
- 3.1.3) Algumas controversias sobre a hypotheca do dominio directo e do dominio util, Archivo Judiciário (Jornal do Commercio), vol. 46, p. 53-54 (abr/jun, 1938), Rio de Janeiro.

- 3.1.4) Promessa de compra e venda de bens immoveis, Archivo Judiciário (Jornal do Commercio), vol. 52, p. 53-55 (out/dez, 1939), Rio de Janeiro.

- 3.1.5) Interpretação do art. 860 do Código Civil, Archivo Judiciário (Jornal do Commercio), vol. 62, p. 176-179 (abr, 1942), Rio de Janeiro.[50]
- 3.1.6) Imposto de Transmissão, Archivo Judiciário (Jornal do Commercio), vol. 63, p. 77-78 (jul, 1942), Rio de Janeiro.[51]
- 3.1.7) A equidade e a função do intérprete, Archivo Judiciário (Jornal do Commercio), vol. 66, p. 61-66 (abr/jun, 1943), Rio de Janeiro
- 3.1.8) O jurista católico em face da crise do direito, Archivo Judiciário (Jornal do Commercio), vol. 98, Suplemento, p. 33-37 (abr/jun 1951), Rio de Janeiro.[48]

3.2) Revista Forense
- 3.2.1) O Anteprojeto do Código das Obrigações, Revista Forense, vol. 97, p. 576-587.

3.3) Revista de Direito Imobiliário
- 3.3.1) Revista de Direito Imobiliário, vol. 01, n. 1, p. 243-247 (jan/fev 1948), Rio de Janeiro.
- 3.3.2) O direito de arrependimento nos contratos de promessa de compra e venda de imóveis, Revista de Direito Imobiliário, vol. 07, n. 13, p. 243-247 (jan/fev 1950), Rio de Janeiro.

3.4) Revista Jurídica (Síntese; Sulina)
- 3.4.1) A Crise no direito, segundo o pensamento dos modernos juristas, Revista Jurídica (Síntese: Sulina: NotaDez), vol. 5, nº 25, p. 5-11 (jan/fev, 1957), Porto Alegre.
- 3.4.2) Contratos, Revista Jurídica (Síntese: Sulina: NotaDez), vol. 5, nº 27, p. 15-19 (mai/jun, 1957), Porto Alegre.

3.5) Outros Periódicos
- 3.5.1) A obrigatoriedade do voto e a sanção que lhe deve corresponder, Arquivos do Ministério da Justiça e Negócios Interiores, vol. 10, n. 43, p 19-20 (set, 1952), Rio de Janeiro.
- 3.5.2) Questões de direito hipotecário, Ciência do Direito: Revista dos Juízes e Juristas Brasileiros, vol. 01, n. 02, p. 95-113 (jun, 1934), Rio de Janeiro: Calvino Filho.

#### 4) Outras Publicações
- 4.1) 45 Dias no Juízo do Alistamento Eleitoral (Despachos e Decisões sobre Consultas e Dúvidas dos Ofícios e Registos Públicos), Rio  de Janeiro, 1932.